# Ephacerella
Ephacerella is een geslacht van haften (Ephemeroptera) uit de familie Ephemerellidae.

## Soorten
Het geslacht Ephacerella omvat de volgende soorten:
- Ephacerella longicaudata